# Lehrstellwerk Kornwestheim
Das Lehrstellwerk Kornwestheim ist eine Institution in Kornwestheim, rund zehn Kilometer nördlich von Stuttgart. Die Deutsche Bahn nutzt die mittlerweile der Stadt Kornwestheim gehörende Anlage einerseits zu Ausbildungszwecken für die Arbeit in Stellwerken, andererseits dient das Gelände als Museum für die Öffentlichkeit und wird vom Förderverein Lehrstellwerk Kornwestheim e.V. betrieben.

## Lehrstellwerk

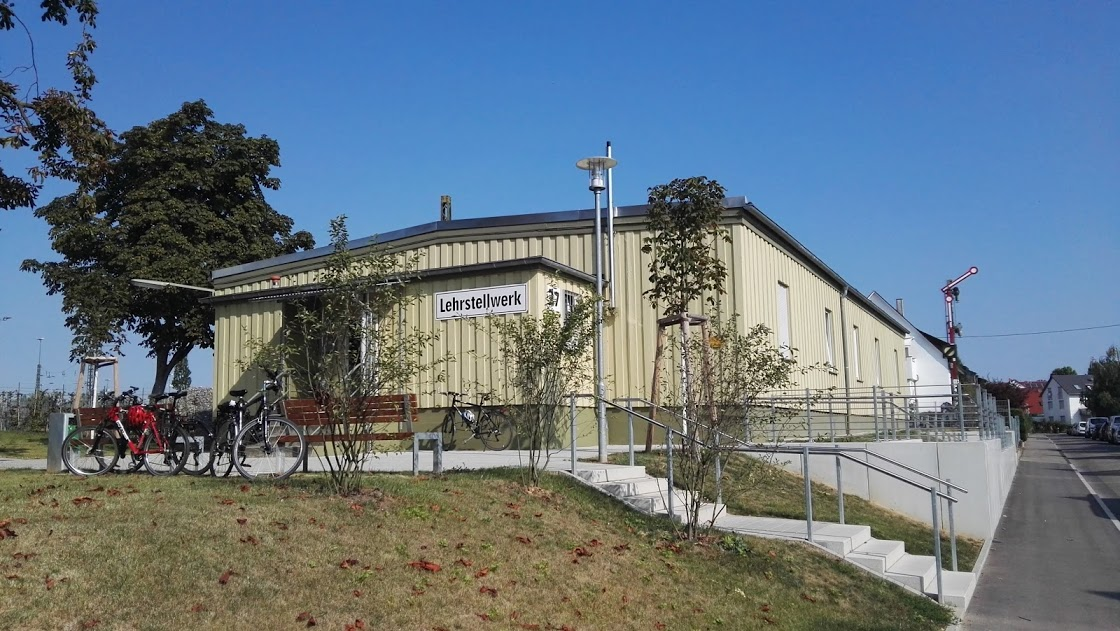
Lehrstellwerk Kornwestheim

### Allgemeines
Das Lehrstellwerk Kornwestheim war bis in die 1990er Jahre eine Ausbildungsstätte der Deutschen Bahn. Im Lehrstellwerk wurden hauptsächlich Weichenwärter und Fahrdienstleiter, unter anderem aber auch Zugbegleiter ausgebildet. Die nur wenige Jahre zuvor nebenan eröffnete Reichsbahnschule in Kornwestheim nutzte das Lehrstellwerk für den praktischen Teil des Unterrichts ab 1934. Gebäude und Gelände können heute wieder zur Ausbildung von Fahrdienstleitern und Weichenwärtern der Deutschen Bahn AG genutzt werden, außerdem bietet der Förderverein des Lehrstellwerks Führungen an. Betrieben wird das Lehrstellwerk vom Förderverein Lehrstellwerk Kornwestheim e.V., Eigentümerin ist seit 2009 die Stadt Kornwestheim.
Nahe beim Lehrstellwerk steht das Ledigenheim für auszubildende und alleinstehende  Beschäftigte der Eisenbahn.

### Ausstattung

#### Stellwerke
Allgemeines:

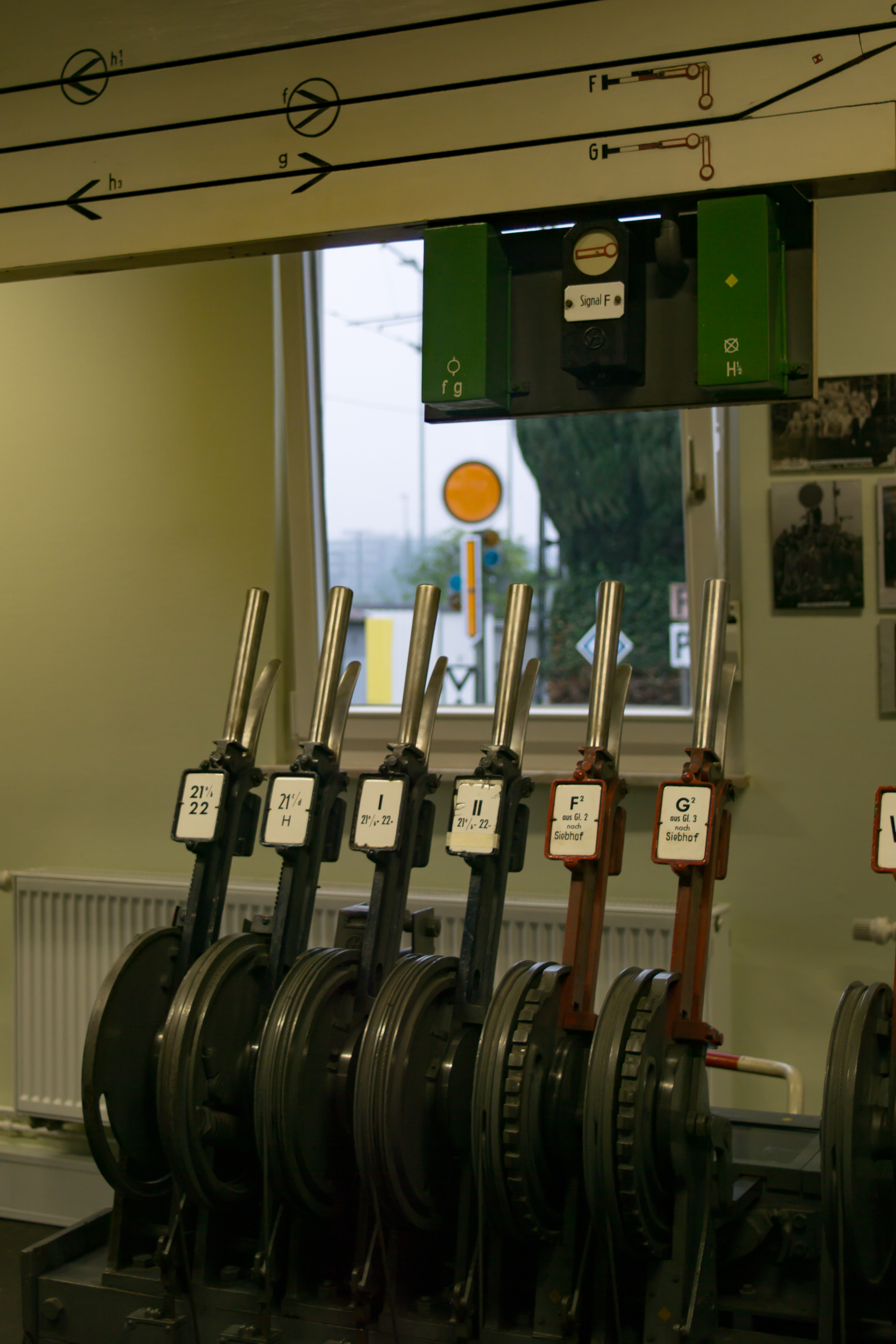
Mechanisches Stellwerk

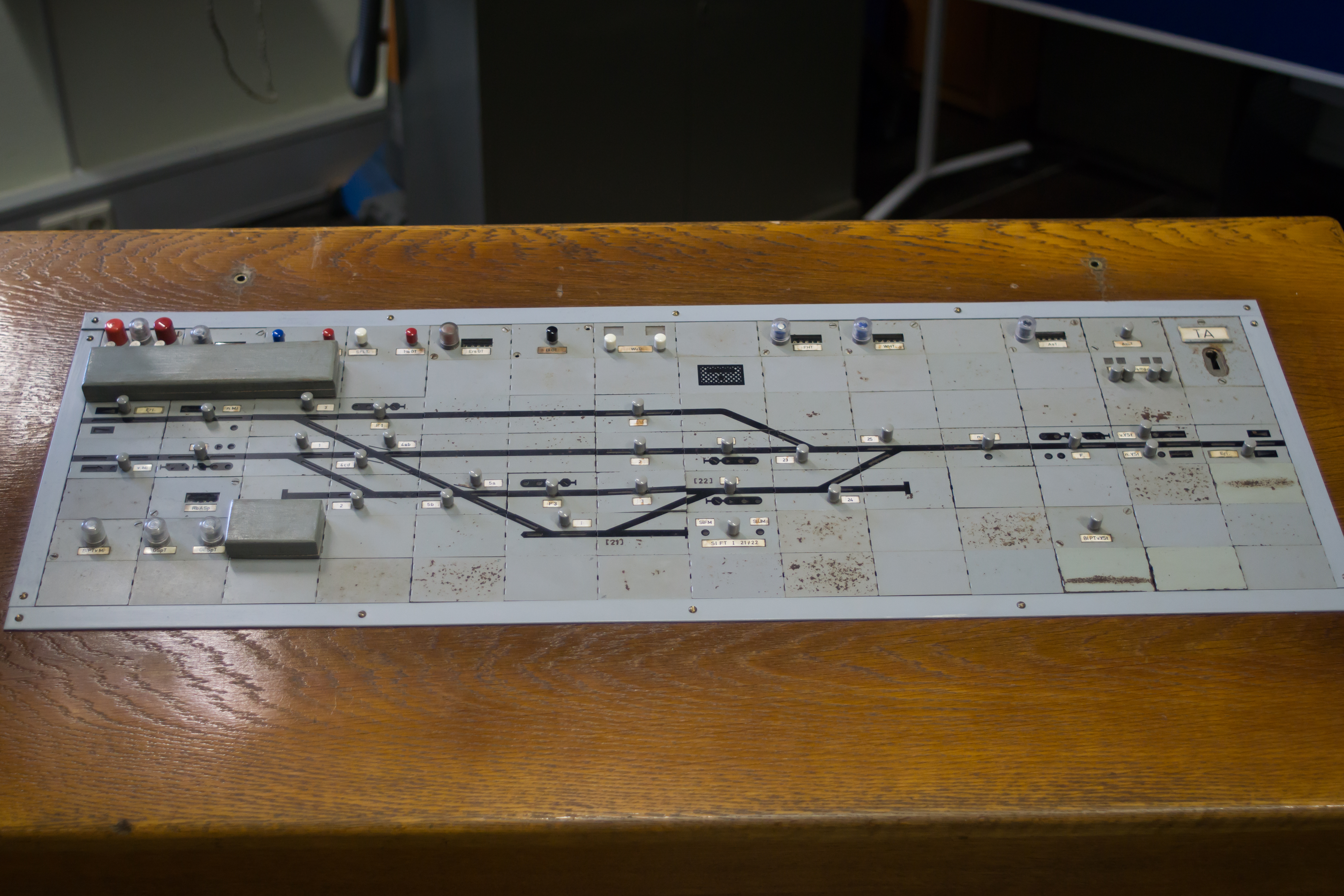
Relaisstellwerk

Insgesamt besteht die Lehranlage aus bis zu 15 Stellwerken, die eine realistische Simulation des Dienstbetriebs inklusive Störungen ermöglichen. Von den 15 Stellwerken sind die meisten mechanischer Bauart, daneben gibt es noch elektromechanische und Drucktastenstellwerke. Die Anlage teilt sich dabei in einen alten Teil von 1934 und einen neuen Teil von 1962 auf. Zusätzlich existiert eine Anlage, an der auf Spurplanstellwerken mit Relaistechnik ausgebildet werden kann.
Alte und neue Anlage:
Der alte Teil der Anlage vom Bahnhof Neustadt bis zur Blockstelle Siebhof entstand mit Bau des Lehrstellwerks im Jahre 1934, hier sind verschiedene mechanische Stellwerke mit den zugehörigen Blockuntersätzen und Blockaufsätzen anzutreffen. Nahezu jede Betriebsstelle hat dabei ihre Eigenheiten, um möglichst alle Betriebssituationen abdecken zu können. Über den Stellwerken befindet sich ein hölzernes Streckenband, bei dem die Gleise durch eine Nut dargestellt werden, in die die kleinen Züge mit ihren Stiften gesteckt werden können. Im Hintergrund lösen die Stifte dabei Kontakte aus oder verhindern das Umstellen von elektrisch auf ihr Freisein geprüften Weichen. Jeder Zug wird dabei einzeln vom Ausbilder per Hand bewegt. Die Formsignale auf dem Streckenband sind mit der Hebelbank verbunden und verändern ihr Signalbild, wenn beispielsweise ein Signal auf Fahrt gestellt wird, ebenso wie sich auch die Weichen auf dem Streckenband bewegen. Lichtsignale sind am Streckenband noch nicht vorhanden. An den Wärterstellwerken im Bahnhof Mittelstadt sind einige Weichen-, Riegel- und Signalhebel mit echten Fahrwegelementen auf der Außenanlage verbunden. Der neue Teil der Anlage von Blockstelle Siebhof bis Bahnhof Ypsilon entstand im Jahr 1962, als sich die Deutsche Bundesbahn dazu entschloss, das Lehrstellwerk mit modernerer Technik auszustatten. Die neu hinzugekommenen mechanischen Stellwerke sind allesamt der Einheitsbauart. Der Bahnhof Rechtsheim verfügt über je ein elektromechanisches Stellwerk der Bauart S&H 1912 der Firma Siemens & Halske, und E43, ebenfalls von Siemens. Dieser Bahnhof lässt sich zusätzlich auch wahlweise durch ein Drucktastenstellwerk DrS2 der Firma Siemens bedienen. Eine weitere Besonderheit ist die Blockstelle Mitte, die sich zur Abzweigstelle umfunktionieren lässt, sodass die virtuellen Güterzüge über eine Güterumgehungsbahn zum Bahnhof Ypsilon gelangen. Daneben lässt sich auf der Strecke Linksdorf–Rechtsheim, über Blockstelle Mitte, ein zeitweise eingleisiger Betrieb simulieren. Auch hier werden die Züge auf einem Streckenband über den Stellwerken dargestellt. Da die Anlage auf Relais- und Fernmeldetechnik basiert, werden Züge als rote Ausleuchtung der Gleise dargestellt. Züge und Rangierfahrten werden zentral von einem Bedienpult gefahren, an dem der Ausbilder auch Störungen simulieren kann. Alle Signale sind hier als Lichtsignale dargestellt, unabhängig davon, ob sie zu einem mechanischen oder elektromechanischen Stellwerk gehören. An der neuen Anlage sind keine Elemente auf der Außenanlage angeschlossen, allerdings sind zwei Weichen, ein Haupt- und ein Vorsignal im Innenraum in Betrieb. In der Relaisanlage gibt es fest programmierte Abläufe, mit denen sich eine Zugtrennung, das anschließende Hereinholen des Zugteils oder auch eine ungekuppelte nachgeschobene Zugfahrt simulieren lassen.
Bahnhof Neustadt: Der Bahnhof ist ein Schattenbahnhof, der ausschließlich dazu dient, Züge einzusetzen oder abzunehmen. Er ist durch eine eingleisige Strecke nur in Richtung Südheim angebunden und verfügt über einen inzwischen nicht mehr gebräuchlichen Fünffelderblock zur technischen Absicherung der Strecke.
Bahnhof Südheim: Der Bahnhof Südheim hat in jede Richtung ein durchgehendes Hauptgleis mit Bahnsteig, ein weiteres Hauptgleis ausschließlich für Güterzüge, sowie ein Lade- bzw. Anschlussgleis. Bedient wird der Bahnhof von den Stellwerken Sf (Südheim-Fahrdienstleiter) und Sn (Weichenwärter Südheim-Nord). Das Fahrdienstleiterstellwerk besitzt einen Fünffelderblock für die eingleisige Strecke nach Neustadt. Eine Besonderheit besteht hier darin, dass der Fahrstraßenhebel für das Einfahrsignal A aus Richtung Neustadt mit einem Schlüssel verschlossen wird. Dieser Schlüssel wird dann in eine spezielle Sicherungsmechanik eingeschlossen, die den Schlüssel für das Hauptsignal A freigibt. Fahrstraßen, die am Einfahrsignal A beginnen, werden von der örtlichen Aufsicht manuell nach Ankunft oder Durchfahrt des Zuges aufgelöst. Das Wärterstellwerk Südheim Nord hat einen Blockuntersatz der Firma Jüdel. Der Signalschirm des Ersatzsignals vom Einfahrsignal H aus Richtung Mittelstadt befindet sich über dem Stellwerk.
Blockstelle Dreifels: Die Blockstelle besitzt zwei Signalhebel und einen Streckenblock mit Blockuntersatz der Bauform C.
Bahnhof Mittelstadt: Der Bahnhof Mittelstadt ist der einzige Bahnhof im Lehrstellwerk mit drei Arbeitsplätzen. Er verfügt über zwei Wärterstellwerke und eine Befehlsstelle für den Fahrdienstleiter, die den Zug- und Rangierverkehr auf drei Hauptgleisen und einem Anschlussgleis regeln. Die Strecke von und nach Südheim ist zweigleisig, die Strecke in Richtung Blockstelle Siebhof/Bahnhof Linksdorf ist vorübergehend eingleisig. Das Regelgleis Mittelstadt–Linksdorf ist als Baugleis gekennzeichnet, daher muss von Mittelstadt bis zur Blockstelle Siebhof das Gegengleis befahren werden. Im Wärterstellwerk 2 ist ein entsprechender Erlaubniswechsel vorhanden, weshalb diese Fahrten auf Fahrstellung Hauptsignal (volle Absicherung durch Streckenblock und Hauptsignale) durchgeführt werden können. Am Wärterstellwerk 1 in Richtung Südheim ist der weit verbreitete Streckenblock der Bauform C zu finden. Das Stellwerk selbst wurde im Jahr 1896 von der Maschinenfabrik Bruchsal entwickelt und ist von der Bauart G. Alle Weichen und Riegel dieses Stellwerks, auch die Handweiche zum sogenannten örtlichen Gleisanschluss „EVS“, sind auf dem Außengelände vorhanden und betriebsbereit. Weiche 1 wird dabei über eine Stange angetrieben und elektrisch auf das Freisein von Fahrzeugen geprüft, an Weiche 2b kann deren Auffahren simuliert werden. Weiche 3 verfügt über einen separat bedienbaren Riegel, außerdem lässt sich hier ein Drahtbruch der Stellleitung simulieren. Das Einfahrsignal A aus Richtung Südheim und das Ausfahrvorsignal f in Richtung Blockstelle Siebhof/Bahnhof Linksdorf sind ebenfalls angeschlossen und betriebsbereit. Das Wärterstellwerk 2 auf der anderen Seite des Bahnhofs ist von der Bauart Bruchsal J. Hier befindet sich ein vorübergehend angebrachter Erlaubniswechsel für die Strecke in Richtung Linksdorf (derzeit Baugleis). Das Ausfahrsignal F mitsamt elektrischer Signalflügelkupplung, welche das Signal vor Zurücklegen des Signalhebels in Haltstellung bringt, ist an die Außenanlage angeschlossen. Der Arbeitsplatz des Fahrdienstleiters beherbergt die einzige Befehlsstelle im Lehrstellwerk, welche von Siemens & Halske stammt. Der Fahrdienstleiter führt in diesem Bahnhof nur die Zugmeldungen und das Zugmeldebuch, erteilt Befehle und löst die von seinen Wärtern eingestellten Fahrstraßen nach Durchfahrt des Zuges auf. Zusätzlich verfügt der Fahrdienstleiter über eine Sprechanlage, mit der zwei Lautsprecher im Gebäude, sowie ein Lautsprecher und eine Sprechsäule auf dem Außengelände angesteuert werden können.
Blockstelle Siebhof: Weil die Strecke in Richtung Mittelstadt aufgrund von Bauarbeiten nur eingleisig befahrbar ist, hat auch die Blockstelle Siebhof einen Erlaubniswechsel für die eingleisige Strecke. Die Blockstelle erfüllt hier die Aufgabe einer Zugmeldestelle als Überleitstelle, weil hier die Züge auf ein anderes Gleis derselben Strecke übergeleitet werden. Die Weichen 1 und 2 werden elektrisch auf ihre Befahrbarkeit geprüft.
Bahnhof Linksdorf: Der Bahnhof Linksdorf wird von einem Fahrdienstleiterstellwerk Lf (Linksdorf-Fahrdienstleiter) und einem Wärterstellwerk Lo (Linksdorf-Ost) bedient. Er verfügt über drei Hauptgleise und ein Nebengleis. Außerdem sind hier das Hilfstriebfahrzeug und die Schiebelokomotive beheimatet, die bei bestimmten Programmabläufen gefahren werden können. Die hierfür benötigten Programme sind fest in der Relaisanlage einprogrammiert und erfordern einen unbedingt einzuhaltenden Ablauf in der Bedienung. Beide Stellwerke sind von der Einheitsbauart aus der Maschinenfabrik Esslingen mit einem Streckenblock der Bauform C. Im Fahrdienstleiterstellwerk ist die Weiche 3 als Handweiche (mechanisch ortsgestellt) ausgeführt und per Bankschloss mit dem Verschlusskasten verbunden. So lässt sich demonstrieren, dass auch mechanisch ortsgestellte Weichen ohne großen Aufwand in ein Stellwerk einbinden lassen. Als weitere Besonderheit ist für Einfahrten vom Einfahrsignal aus Richtung Mittelstadt zur Zustimmungsabgabe durch den Weichenwärter Lo stets eine fernmündliche Verständigung per Fernsprecher nötig.
Das Wärterstellwerk Lo hat einen Streckenblock der Bauform C in Richtung der zweigleisigen Strecke nach Rechtsheim über Blockstelle Mitte. Es kann ein zeitweise eingleisiger Betrieb in Richtung Rechtsheim eingerichtet werden.
Blockstelle/Abzweigstelle Mitte: An der Blockstelle Mitte befindet sich ein Stellwerk der Einheitsbauart. Bei der Betriebsart Blockstelle führt die Strecke immer von Linksdorf nach Rechtsheim beziehungsweise in die entgegengesetzte Richtung, bei der Betriebsart Abzweigstelle kann aus Richtung Linksdorf auf die Güterbahn nach Ypsilon über Blockstelle Erle gefahren werden.
Bahnhof Rechtsheim: Im Bahnhof Rechtsheim befinden sich drei Hauptgleise und ein Nebengleis. In Richtung Linksdorf ist die Strecke zweigleisig, in Richtung Ypsilon eingleisig. Der Bahnhof lässt sich wahlweise durch zwei elektromechanische oder durch ein Drucktastenstellwerk bedienen, außerdem sind einige mechanisch ortsgestellte Weichen in die Sicherung eingebunden.
Das Fahrdienstleiter-Stellwerk entspricht der Bauart E43. An die Weiche 23 ist ein Weichenmotor älterer Bauart angeschlossen, der hinter dem Stellwerk steht. Eine Außenschlüsselsperre ist vorhanden, ebenso wie ein Dreifelderblock in Richtung der eingleisigen Strecke nach Ypsilon. Am Bedienpult des Lehrers können die elektromechanischen Stellwerke abgeschaltet und als Ersatz dazu ein Drucktastenstellwerk DrS2 aufgeschaltet werden, das sich abgedeckt zwischen den beiden elektromechanischen Stellwerken befindet. Am Wärter-Stellwerk Rechtsheim-West der Bauart S&H 1912 ist ein Zweifelderblock in Richtung Blockstelle Mitte angebracht. Ein zeitweise eingleisiger Betrieb in Richtung Blockstelle/Abzweigstelle Mitte kann eingerichtet werden. Am Hebel für Weiche 1 ist ein weit verbreiteter Weichenmotor der Firma Siemens angeschlossen, der direkt hinter dem Stellwerk steht und einen Glasdeckel besitzt, sodass sich der Umstellvorgang im Motor beobachten lässt.
Blockstelle Erle: Die Blockstelle der Einheitsbauart befindet sich auf der eingleisigen Strecke zwischen Abzweigstelle Mitte und Bahnhof Ypsilon und ist nur in Betrieb, wenn die Betriebsstelle Mitte als Abzweigstelle fungiert. Ist die Strecke nur eingleisig befahrbar, sind zwar vier Blockfelder, aber nur eine elektrische Streckentastensperre und zwei Blocktasten vorhanden. Die jeweilige Blocktaste wirkt auf beide Blockfelder gleichzeitig.
Bahnhof Ypsilon: Der Bahnhof ist wie Neustadt ein Schattenbahnhof, auf dem Züge ein- und ausgesetzt werden können. Es ist lediglich ein Streckenblock ohne Blockuntersatz vorhanden, Weichen und Signale gibt es nicht.
Kleinstadt (SpDrS60): Dieser Bahnhof wird mithilfe eines Spurplandrucktastenstellwerk der Bauart SpDrS60, das nicht direkt am Bahnhof steht, bedient. Es gehört zur Gruppe der Relaisstellwerke und ist an einem separaten Tisch für die Ausbildung untergebracht und hat damit keine Anbindung zum Lehrbahnhof im Außenbereich. Hier waren ursprünglich feste Programmabläufe, inklusive Störungen, auf 5,25 Zoll-Disketten einprogrammiert, die abgearbeitet werden mussten. Um auf die Disketten zu verzichten, wurde es aufwändig umgebaut, sodass heute die Abläufe frei programmiert und somit beliebig gefahren werden können. So ist inzwischen auch die Nutzung eines daran angeschlossenen Lichtsperrsignals und einer Außenschlüsselsperre möglich, ebenso die einer externen Zugnummernmeldeanlage.

#### Weichen

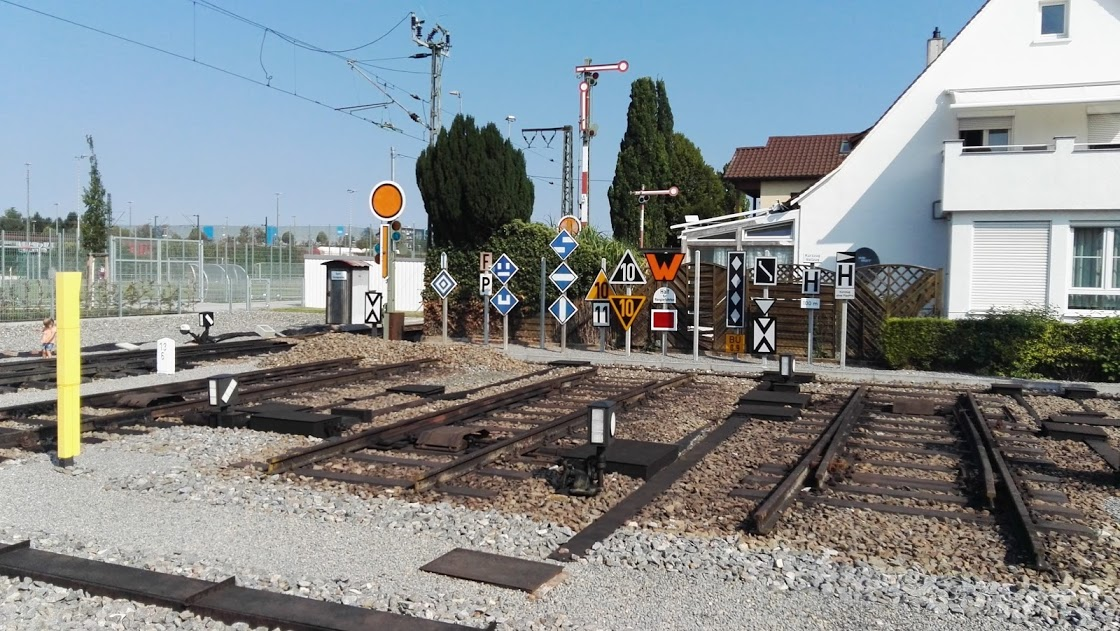
Weichen mit Signalen im Außenbereich

Im Außenbereich des Lehrstellwerks, dem sogenannten Lehrbahnhof, befinden sich zurzeit fünf Weichen, die einen kleinen Überblick über ältere und aktuellere Weichenverschlüsse bieten. In Kürze soll eine Doppelkreuzungsweiche den Lehrbahnhof ergänzen. Die ehemalige Weiche 311 aus dem Güterbahnhof Untertürkheim wurde in einem einmaligen Projekt von Auszubildenden der DB Netz AG Stuttgart-Zuffenhausen fachgerecht zerlegt, transportiert und wird derzeit zusammengebaut.
Alle Weichen im Lehrbahnhof bis auf die doppelte Kreuzungsweiche sind an den Bahnhof Mittelstadt angeschlossen und werden vom Wärterstellwerk 1 mechanisch fern- bzw. ortsgestellt. Weiche 1 hat einen Gelenkspitzenverschluss der neuen Bauweise. Sie wird als einzige ferngestellte Weiche im Lehrbahnhof durch Stellstangen bewegt, die vom Stellwerk selbst über das Gelände bis zur Weiche verlaufen. Die Weiche ist mit einer Hebelsperre ausgestattet, die die Weiche über Kontakte im Gleis und eine ertönende Glocke auf das Freisein von Fahrzeugen überprüft. Bei den übrigen Weichen werden Drahtzugleitungen für die Kraftübertragung verwendet.
Daneben befindet sich die Weiche 2a, die durch einen Gelenkspitzenverschluss der alten Bauweise verschlossen ist.
An Weiche 2b wurde ebenfalls ein Gelenkspitzenverschluss der neuen Bauweise verbaut. Hier kann mithilfe einer neben dem Gleis befindlichen Einrichtung das Auffahren der Weiche durch eine Rangierfahrt simuliert werden. Für den Fahrdienstleiter erscheint beim Auffahren dieser Weiche eine rote Scheibe hinter der Bezeichnung am Weichenhebel. Um die Weiche wieder in ihre Grundstellung zu bringen, sind Einrückhebel vorhanden. Die Verriegelung der Weiche erfolgt, wie früher zulässig, über den Drahtzug zum Hauptsignal.
Weiche 3 hat im Gegensatz zu den anderen Weichen den sehr verbreiteten Klammerspitzenverschluss, auch „Schwalbenschwanz“ genannt. Dieser Spitzenverschluss findet auch heute noch breite Verwendung. Da diese Weiche im Stellwerk spitz mit mehr als 50 km/h befahren werden kann, wurde hier gemäß der Gesetzeslage ein Riegel zur zusätzlichen Sicherung angebracht. Als weitere Besonderheit lässt sich an dieser Weiche der Bruch der Stellleitung simulieren und das Wirken der Drahtbruchsperre beobachten.
Weiche 292 zum Gleisanschluss EVS wird im Gegensatz zu den anderen Weichen mechanisch ortsgestellt, aber mittels Weichenschloss trotzdem in die Fahrstraßenlogik eingebunden. Sie wird vor Ort durch ein schwarz-weißes Hebelgewicht (Weiche mit Grundstellung) bewegt und durch ein Weichenschloss vor dem willkürlichen Umlegen durch Unbefugte gehindert. Wird der Schlüssel für die Weiche durch den Wärter am Stellwerk entnommen, so sind Zugfahrten auf Fahrtstellung Hauptsignal über diese Weiche nicht mehr möglich.

#### Signale

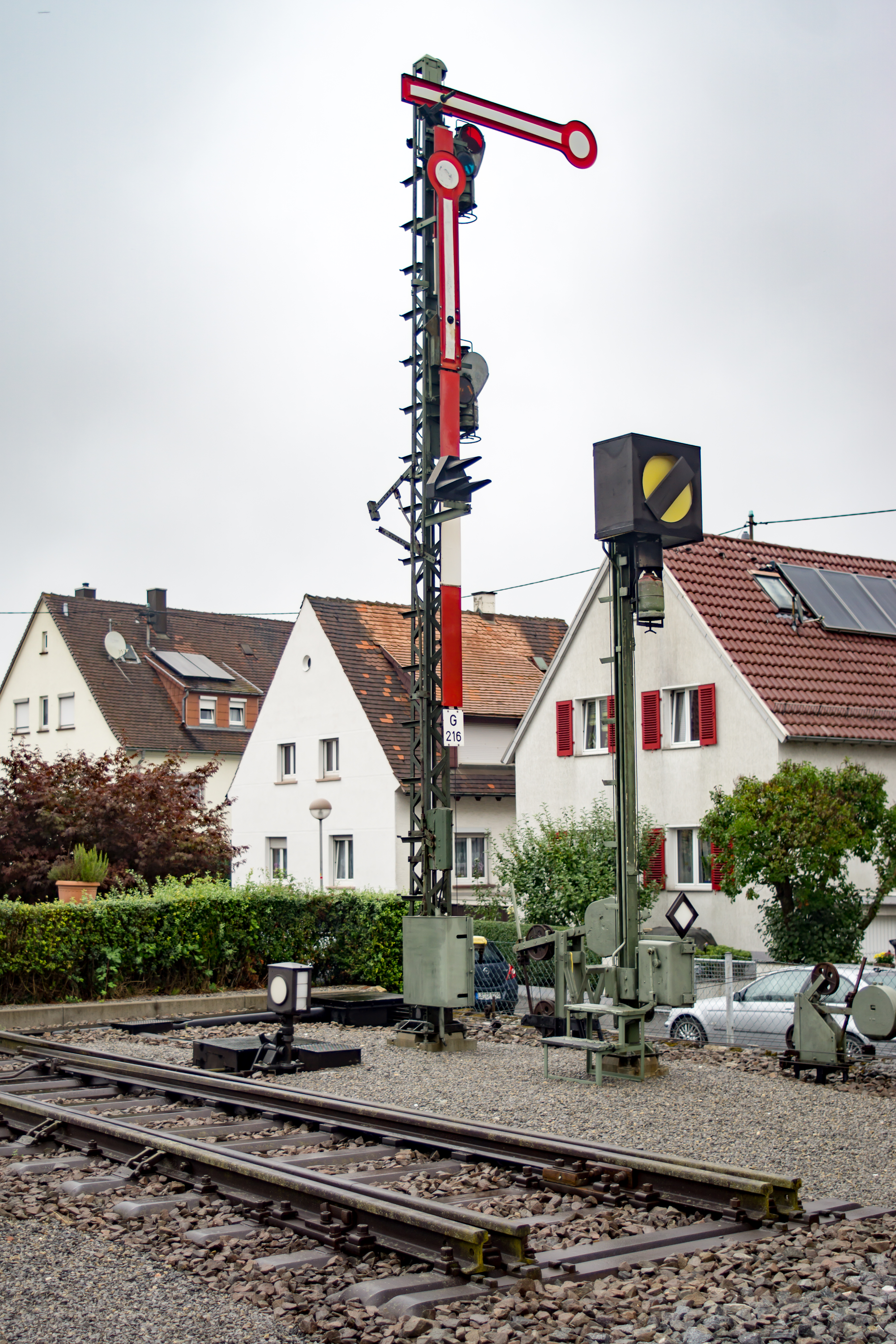
Signal im Außenbereich

Außengelände: Es gibt zwei bedienbare Formhauptsignale, das Einfahrsignal A und das Ausfahrsignal F des Bahnhofs Mittelstadt, zuzüglich der entsprechenden Formvorsignale. Außerdem steht das Formhauptsignal G216 vom Stellwerk 8 des Rangierbahnhof Kornwestheim mit hohem Formsperrsignal von weitem gut erkennbar als Denkmal auf dem Außengelände, ist aber nicht bedienbar.
Innenraum:  Am Bahnhof Rechtsheim ist aus Richtung Ypsilon das Einfahrsignal als Lichthauptsignal mit Ersatzsignal („Zs1“) und Lichtvorsignal angeschlossen und betriebsbereit. An der Einfahrt aus Richtung Linksdorf bzw. Blockstelle Mitte ist ein Formhauptsignal mit Formvorsignal angeschlossen und ebenso betriebsbereit. Daneben befinden sich über dem Streckenband einzelne Lichtsperrsignale und ein Ersatzsignal. Die Signale Lf6 Kz7, das „Geschwindigkeits-Ankündesignal“ für eine darauffolgende dauerhaft eingerichtete Langsamfahrstelle, bei der die Geschwindigkeit von 70 km/h nicht überschritten werden darf, ist in der beleuchteten Variante leicht versetzt zum Streckenband zu finden.

#### Uhrenkette und Mutter-Uhr
Jedes Fahrdienstleiterstellwerk ist mit einer zentral gesteuerten Uhr ausgestattet. Von der Mutter-Uhr aus, lassen sich alle Uhren gleichzeitig auf jede beliebige Zeit stellen oder anhalten. Dies ist beispielsweise dann vorgesehen, wenn eine Störung auftritt, die mit allen Auszubildenden besprochen werden soll. Zusätzlich kann hiermit das Fahren mit Fahrplan geübt werden.

#### Läutewerk innen und außen
Beim Arbeitsplatz des Fahrdienstleiters Neustadt befindet sich ein Läutewerk als eine Dauerleihgabe. Es ist geplant, auf dem Außengelände ein Spindelläutewerk der Firma Siemens & Halske aus dem Elsass, sowie ein Mantelläutewerk von der Gotthard-Bergstrecke betriebsbereit aufzustellen.

#### Morsegerät und Fernsprecher
Bis in die 1930er Jahre wurden Züge per Morsegerät von der einen zur anderen Betriebsstelle abgemeldet, bis diese durch die erheblich einfacher zu bedienenden Fernsprecher abgelöst wurden. Am Arbeitsplatz des Fahrdienstleiters Südheim befindet sich ein Morsegerät, das vom Fahrdienstleiter Mittelstadt aus angesteuert werden kann. Im Jahr 2017 wurde das Morsegerät an einige Meter originalgetreue Fernmeldefreileitung angeschlossen. Das Morsegerät ist eine Dauerleihgabe des BSW Fernmeldemuseums Stuttgart.
Alle Arbeitsplätze sind mit Fernsprechern verschiedener Typen ausgerüstet, an einigen Stellen sind auch Signalfernsprecher vorhanden.

#### Oberleitung
Auf dem Außengelände befinden sich einige Meter Oberleitung mit Spannwerk und Streckentrenner. Hier lässt sich das Erden der Oberleitung in der Praxis üben.

## Bahnbetriebsmuseum

### Geschichte
Das Bahnbetriebsmuseum entstand aus dem Lehrstellwerk, das 1934 gebaut wurde. Die Reichsbahnschule, der das Lehrstellwerk zugehörig war, wurde schon einige Jahre vorher gebaut. Hier wurde den Auszubildenden zu Jungwerker, Schaffner, Zugführer, Fahrdienstleiter, Triebfahrzeugführer, Weichenwärter und Bahnbeamtem in einfacher, mittlerer und gehobener Laufbahn die theoretischen Grundlagen vermittelt. Ausschließlich theoretisches Wissen führte bei den Absolventen jedoch bald zu Problemen, da dies bei technischen Problemen nicht mehr ausreichte. Aus diesem Grund wurde schließlich der Bau des Lehrstellwerks initiiert. So war es den Schülern möglich, die Inhalte aus dem theoretischen Unterricht im Lehrstellwerk und auf dem Lehrbahnhof, so wurde die Außenanlage bezeichnet, praktisch anzuwenden.
Nach mehreren Betriebsjahren wurde 1962 das Lehrstellwerk dann den technischen Innovationen angepasst. So wurden neben den bestehenden mechanischen und elektromechanischen Hebelwerken auch elektronische Stellwerke und Drucktastenstellwerke eingesetzt. Sie dienten zur noch besseren Simulation des Zusammenspiels von Fahrstraßen, Weichen und Signalen, und somit zur besseren Veranschaulichung der Abläufe. Auch heute noch wird die alte Technik dazu genutzt, den Ablauf von der Gleisfreimeldung bis hin zur Fahrstellung des Hauptsignals Schritt für Schritt abzuarbeiten und zu verstehen. Es soll so ein grundlegendes Verständnis für die bei moderneren Stellwerken im Hintergrund ablaufenden Prozesse geschaffen werden; diese gelten besonders im Störungsfall als wichtig.

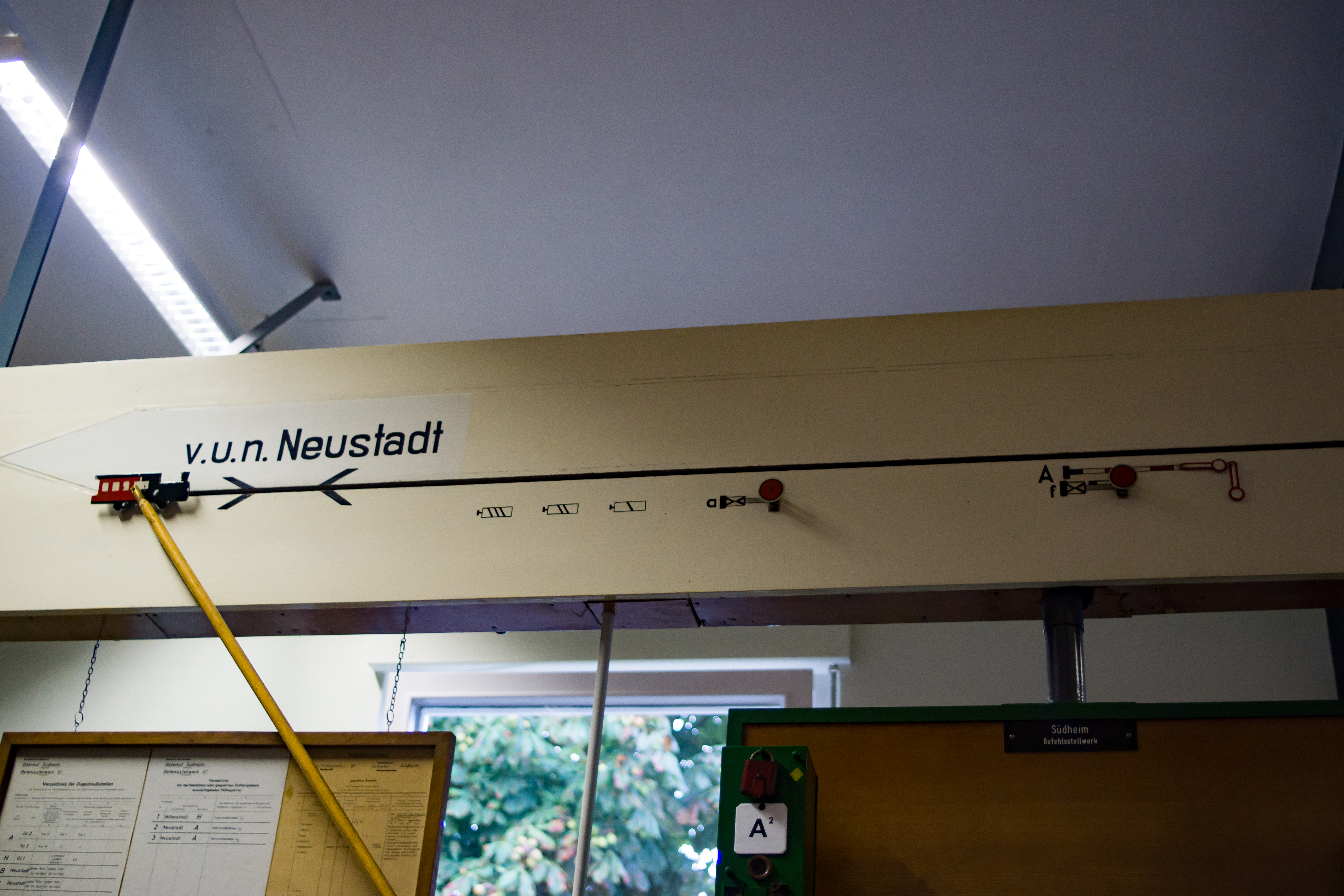
Altes Streckenband mit blecherner Lokomotive am Holzstab

Über die gesamte Länge aller Stellwerke hinweg gibt es eine Art Streckenband, ähnlich wie bei einem Spurplanstellwerk, auf dem Gleise, Signale, Weichen, Zugeinwirkungsstellen, Stellwerke und sonstige wichtige Einrichtungen dargestellt sind. An der alten Anlage sind die Gleise durch eine Rille dargestellt, in der kleine blecherne Lokomotiven mittels dreier Kupferstifte gehalten werden. Die Kupferstifte dienen dazu, den Zug im Gleis zu halten und im Hintergrund bei Fahrt Kontakte auszulösen, die technisch auf das Stellwerk einwirken (z. B. Fahrstraßenauflösung). Die Züge sind an Stäben angebracht und werden von Hand bewegt. Die Weichen und Signale bewegen sich mithilfe von Elektromagneten, die mit der Hebelbank des Stellwerks schaltungstechnisch verbunden sind.

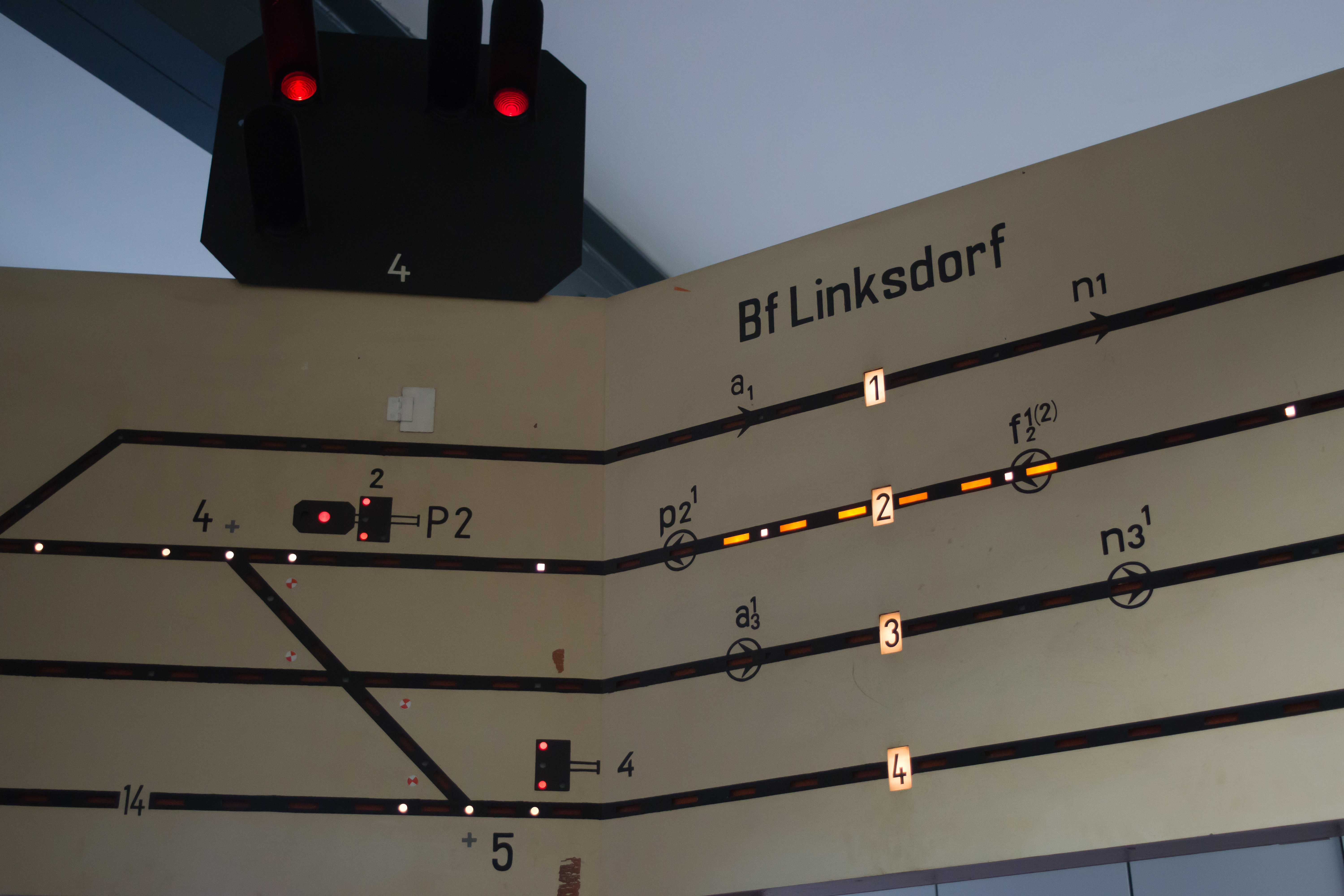
Neues Streckenband mit durch Lichtelementen angezeigtem Zug

Am neuen Teil der Anlage sind die Signale als Lichtsignale ausgeführt, Weichen werden durch drei weiß leuchtende Punkte, belegte Gleise durch Rotausleuchtung dargestellt. Im Gegensatz zur alten Anlage werden die Züge dabei zentral von einem Pult aus gefahren. Das Pult steuert dabei eine Relaisanlage in einem Nebenraum an. Hierüber lassen sich auch alle Weichen, Signale und Fahrstraßenhebel zur schnellen Veranschaulichung bestimmter Situationen bewegen bzw. stellen. Außerdem gibt es Programme, mit denen eine Zugtrennung oder eine nachgeschobene Zugfahrt (ungekuppelt) behandelt werden können. Weiterhin lassen sich an der neuen Anlage die unterschiedlichsten Störungen einbauen.
Nachdem die Nutzung des Lehrstellwerks schließlich am Anfang der Neunzigerjahre zurückgegangen war, plante die Deutsche Bahn AG 1994 dessen Abriss. Die Pläne wurden anschließend geändert: Auf dem Gelände sollte ein Containerkomplex entstehen, der für die Arbeiter des Rangierbahnhofs Umkleideräume und Duschmöglichkeiten bieten sollte. Der hohe finanzielle Aufwand dieses Projekts von rund 100.000 DM und die daraus resultierende zeitliche Verzögerung verschafften jedoch der Stadt Kornwestheim, die den Abriss und die Neubebauung ablehnte, die Möglichkeit, den Denkmalschutz für das Lehrstellwerk zu beantragen. 1995 wurde diesem Antrag stattgegeben, sodass die Deutsche Bahn AG in dieser Hinsicht keine Handlungsmöglichkeiten mehr hatte.
Seitdem wurde das Gelände nicht mehr aktiv genutzt und so dem Verfall überlassen. Im Jahr 2005 initiierten der damalige Oberbürgermeister Kornwestheims, Ulrich Rommelfanger, der Signalwerkmeister Günter Schwarz als Privatperson, der erste Vorsitzende des Fördervereins und städtische Angestellte Gerhard Fischer und einige andere Eisenbahner die Wiederinstandsetzung des Geländes. Zuvor hatte Günter Schwarz das Lehrstellwerk für 50 Euro im Monat selbst von der Deutschen Bahn AG gemietet und im Winter mit Ölradiatoren geheizt, damit die empfindliche Technik keinen weiteren Schaden annehmen würde. Die Mitglieder des Fördervereins brachten den Außenbereich durch langwierige Gartenarbeiten wieder in Form und sanierten das Gebäude. Eine Spende der Wüstenrot Stiftung verhalf dazu, die größten Schäden am Gebäude zu beseitigen und eine Heizung einzubauen. Die historische Einrichtung wurde so hergerichtet, dass daraus das Bahnbetriebsmuseum entstehen konnte. Man gründete schließlich den „Förderverein Lehrstellwerk Kornwestheim e.V.“ am 9. Mai 2005 mit dem Zweck, das renovierte Gelände zu erhalten und das Bahnbetriebsmuseum zu betreiben. 2009 ging das Gebäude mitsamt dem Grundstück schließlich in den Besitz der Stadt Kornwestheim über.
Im Jahr 2012 plante die Deutsche Bahn das Lehrstellwerk, das bis dahin nur für Führungen genutzt wurde, wieder für die Ausbildung von Fahrdienstleitern zu nutzen. Daher erhalten seit 2013 die Auszubildenden zum Eisenbahner im Betriebsdienst Fachrichtung Fahrweg und die Fachlehrgänge der Deutschen Bahn  Teile des praktischen Unterrichts im Lehrstellwerk. Dort lernen sie vor allem die Zusammenhänge zwischen Weichen, Signalen und anderen Stellwerken, auf dessen Prinzipien auch heute noch die modernen elektronischen Stellwerke aufbauen. Auch Störungen können praxisnah und ohne Gefahr für Dritte simuliert und besprochen werden.
Im Jahr 2017 startete ein einmaliges Projekt auf dem Außengelände. Auszubildende der DB Netz verlegten eine alte doppelte Kreuzungsweiche vom ehemaligen Untertürkheimer Güterbahnhof ins Lehrstellwerk. Transport, Aus- und Einbau übernahm dabei die Ausbildungswerkstatt der DB Bahnbau in Ludwigshafen. Später wurde die Weiche an das Stellpult des DrS60 Stellwerks in „Kleinstadt“ angeschlossen.

### Exponate

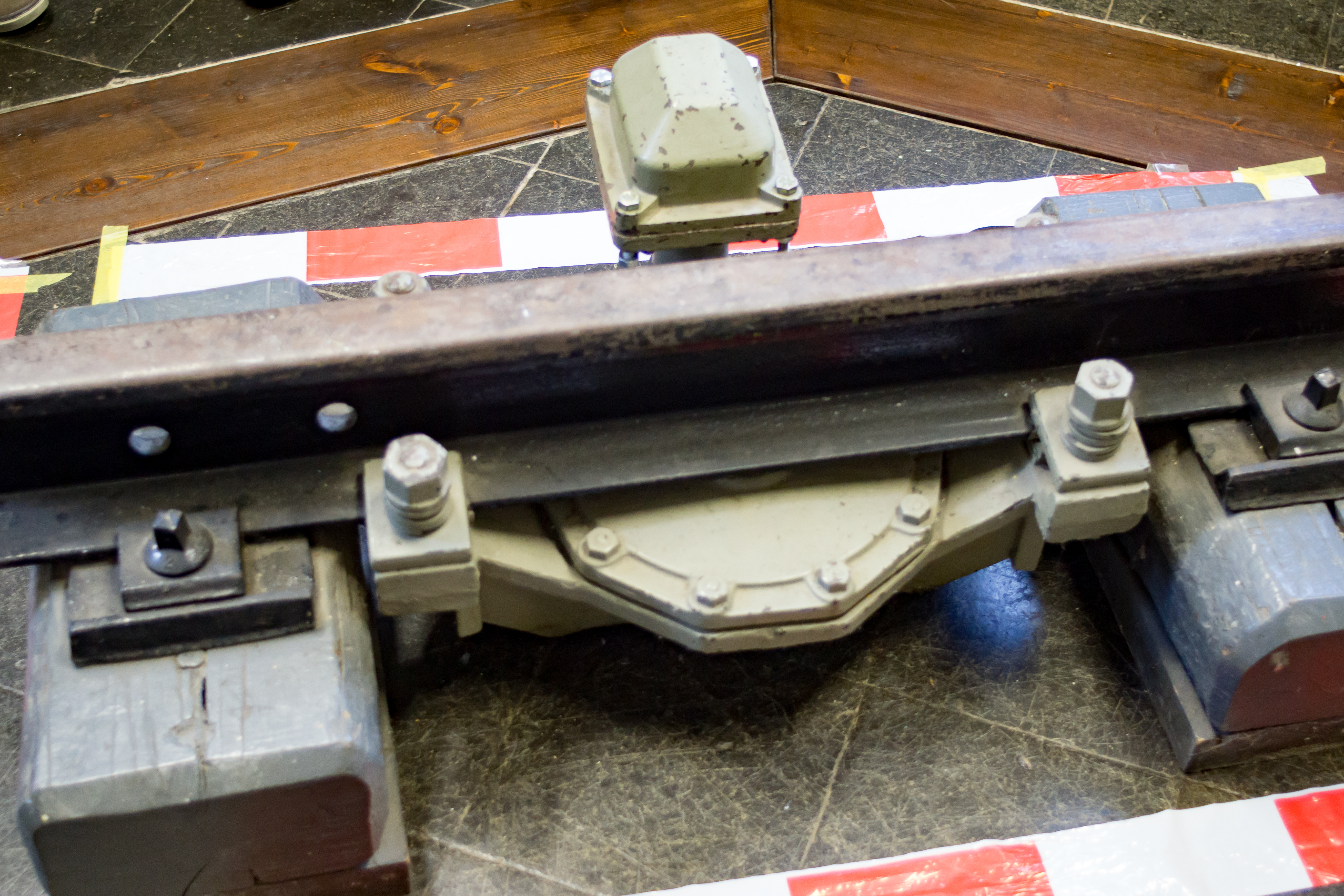
Exponat

Im Bahnbetriebsmuseum sind viele verschiedene Exponate rund um den Bahnbetrieb allgemein und um den Betrieb im Lehrstellwerk selbst durch die Jahrzehnte hindurch ausgestellt. So dient ein offener Bahnhofsblock mit offenem Streckenblock-Modell unter anderem im Lehrbetrieb als Anschauungsmodell, ebenso wie ein Querschnittsmodell einer Zugeinwirkung auf eine Weiche. Außerdem findet man beispielsweise die Arbeitsgegenstände eines Fahrdienstleiters und eines Streckenwärters sowie weitere Modelle, Objekte und Bilder aus der Anfangszeit des Lehrstellwerks.

### Aktivitäten

#### Tag der offenen Tür, Führungen und Öffnungszeiten
Jedes Jahr findet im September ein Tag der offenen Tür statt, an dem zwei Vorführungen angeboten werden.  Führungen werden auf Anfrage durch den Förderverein angeboten und individuell gestaltet. Im Jahr 2017 war der Förderverein des Lehrstellwerks erstmals bei der Internationalen Modellbahnausstellung (IMA) in Göppingen vertreten.

#### Hobby-Fahrdienstleiter-Ausbildung
Seit 2014 besteht die Möglichkeit für Interessierte aus ganz Deutschland, an einer Hobby-Fahrdienstleiterausbildung teilzunehmen. Hierbei lernen die Teilnehmer in vier Tagen, die verschiedenen Stellwerke im Lehrstellwerk zu bedienen und somit einen Zug in der Theorie fahren zu lassen. Auch Hintergrundwissen zu Weichen, Signalen, Fahrplänen und Zugmeldeverfahren, die eine Grundlage für den sicheren Betrieb sind, werden vermittelt. Die bestandene Prüfung wird abschließend mit einem Diplom bestätigt. Da inzwischen mehr als 50 Teilnehmer ein Hobby-Fahrdienstleiter-Diplom erhalten haben, werden seit einiger Zeit Fahrtage bzw. Fahrabende angeboten, um die erworbenen Kenntnisse und Fähigkeiten zu erhalten und zu vertiefen.

#### Fahrabend
An Fahrabenden und Fahrtagen bekommen die Teilnehmer die Chance, ihr erlerntes Wissen in die Tat umzusetzen. Eigens dafür wurden Bildfahrpläne und Bahnhofsfahrordnungen erstellt. Regelmäßig werden dabei auch Störungen und deren regelkonforme Behebung behandelt oder wichtige Neuerungen im Regelwerk besprochen.